# Dorico
Dorico（ドリコ）はスタインバーグ社開発の楽譜作成ソフトウェアの一つ。商用。

## 概要
Doricoは、2012年7月にアビッド・テクノロジーロンドンの閉鎖により解雇されたSibeliusの主要開発スタッフをスタインバーグが雇用し、開発が進められてきた。その進捗状況は開発者のブログMaking Notesなどで報告されてきており、プロジェクトのスタートから約4年の年月を経て、2016年10月のリリースと同年11月の日本国内での発売を見た。スタインバーグがロンドンに立ち上げた新オフィス「楽譜作成と教育市場の研究開発センター」に、Sibelius UKでシニア・プロジェクト・マネージャーを務めていたDaniel Spreadbury氏をプロダクト・マーケティング・マネージャーとして登用し、スタッフの一人Ben Timms氏を開発責任者として登用した。また2018年5月には、Dorico 2.0にバージョンアップされた。
Doricoの名前は、16世紀のイタリアのジョヴァンニ・ダ・パレストリーナとジョヴァンニ・アニムッチャの教会音楽を最初に印刷した楽譜彫版師ヴァレリオ・ドリコ（1500-c.1565）に由来する。ドリコの行った単一製版プロセスは、その後イギリスとフランスで発展した楽譜印刷の先駆けとなった。

## 特徴
- 自動浄書エンジンとBravuraフォントとによって、最少の調整で美しい譜面を作成できる。
- 設定、記譜、浄書、再生、印刷の5つのモードが用意され、さまざまな機能を迷わずに、自分のやりたいことに専念できる。
- スコアからパート譜を簡単に作れる。キュー機能で簡単にキューを入力でき、引用元の楽譜を変更すると、引用先のキューが自動で更新される[5]。
- コンデンシング機能で、簡単にコンデンススコアを作れる。
- Wallander Instruments社のNotePerformer（オーケストラ総合音源）を使うことで、細かい設定をすることなく自然なプレイバックを得られる。
- VST3音源に対応している。加えて、MIDI編集の機能は他のDTMソフトにも比肩する。
- 音符（休符）はマクシマ（全音符の8倍）音符（休符）から1024分音符（休符）までを扱え、音符（休符）の付点の数は4重付点まで扱える[6]。
- 扇形連桁に対応[6]。
- 12平均律でのトリプルシャープ・トリプルフラットや、24平均律での4分音単位の臨時記号に対応[6]。
- オクターブ線は最大3オクターブ上下まで対応[6]。
- 強弱記号はピアノ・フォルテそれぞれ6段階対応[6]。
- バージョン5.1でオーケストラ音源「Iconica Sketch」リリースされた[7]。
- バージョン6.0で、カットアウェイ（非表示）譜の作成機能や、任意の範囲をループ再生しながら編集結果をリアルタイムで確認できるサイクル再生機能が追加された[8]。

## シリーズ

### Dorico Pro
すべての機能を搭載した、プロフェッショナル版。

### Dorico Elements
廉価版。キュー音符や、divisi、微分音が記譜できないなど、一部の機能が制限されている。

### Dorico SE
無償版で、8パートまで入力することができる。8パートを超えるファイルを読み込んだ場合は、読み取り専用モードで開かれる。

### Dorico for iPad
無料でダウンロードができる、iPad専用アプリ。2021年7月29日にリリースされた。8パートまで作成できるが、アカウントの登録で12パートまで編集できるようになる。さらに、サブスクリプションの契約をすると、編成の制限がなくなるほか、浄書モードが使用できる。